# Podregion Vaasa
Podregion Vaasa (fiń. Vaasan seutukunta) – podregion w Finlandii, w regionie Ostrobotnia.
W skład podregionu wchodzą gminy:
- Korsnäs,
- Laihia (od 2021)[2],
- Maalahti,
- Mustasaari,
- Vaasa,
- Vörå.